# Stormyrhålet
Stormyrhålet är en sjö i Örnsköldsviks kommun i Ångermanland och ingår i Husån-Gideälvens kustområde.